# Mount Hercules
Mount Hercules är ett berg i Antarktis. Det ligger i Östantarktis. Nya Zeeland gör anspråk på området. Toppen på Mount Hercules är 1 785 meter över havet, eller 224 meter över den omgivande terrängen. Bredden vid basen är 3,3 km.
Terrängen runt Mount Hercules är bergig åt sydost, men åt nordväst är den kuperad. Trakten är obefolkad. Det finns inga samhällen i närheten.